# Christoph Seils
Christoph Seils (* 17. Januar 1964 in Hamburg) ist ein deutscher Journalist.

## Leben
Seils ist in Stade und Lüneburg aufgewachsen. Nach einer Lehre als Tischler studierte er Politikwissenschaft am Otto-Suhr-Institut der Freien Universität Berlin. Seine Diplomarbeit schrieb er zum Thema „Massenmedien und Rechtsextremismus“. 
Von 2010 bis 2014 war er Ressortleiter Online beim Magazin Cicero, anschließend politischer Korrespondent, von September 2015 bis Juni 2019 Ressortleiter Berliner Republik von Cicero. Zuvor arbeitete er unter anderem als Redakteur für die Wochenpost und Die Woche sowie für die Berliner Zeitung, die Frankfurter Rundschau, Zeit Online und tagesspiegel.de sowie als freier Autor. Er hat unter anderem für die tageszeitung (taz), die Badische Zeitung, den Nordkurier, die Sächsische Zeitung, den Tagesspiegel, den Freitag, das Parlament, die Welt am Sonntag, die Weltwoche und Die Zeit geschrieben. Er hat außerdem als Fernsehautor für das Fernsehmagazin Panorama gearbeitet.

## Schriften
- Parteiendämmerung oder was kommt nach den Volksparteien? wjs, Berlin 2011, ISBN 978-3-937989-67-9.